# سرخیو هینستروسا
سرخیو هینستروسا (انگلیسی: Sergio Hinestrosa؛ زادهٔ ۱۷ اکتبر ۱۹۸۶) بازیکن فوتبال اهل اسپانیا است.
از باشگاه‌هایی که در آن بازی کرده‌است می‌توان به اشاره کرد.
وی همچنین در تیم ملی فوتبال گینه استوایی بازی کرده‌است.